# Kanton Nasbinals

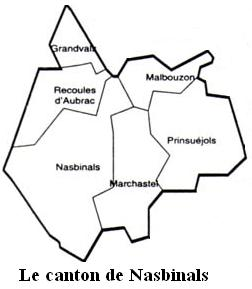
Die Gemeinden im Kanton

Der Kanton Nasbinals war bis 2015 ein französischer Wahlkreis im Arrondissement Mende, im Département Lozère und in der ehemaligen Region Languedoc-Roussillon; sein Hauptort war Nasbinals.
Der Kanton Nasbinals war 194,82 km² groß und hatte 1173 Einwohner (Stand 2012). Er umfasste Wahlberechtigte aus folgenden sechs Gemeinden:
| Gemeinde          | Einwohner Jahr | Fläche km² | Bevölkerungsdichte | Code INSEE | Postleitzahl |
| ----------------- | -------------- | ---------- | ------------------ | ---------- | ------------ |
| Grandvals         | 79 (2013)      | –          | – Einw./km²        | 48071      | 48260        |
| Malbouzon         | 134 (2013)     | –          | – Einw./km²        | 48087      | 48270        |
| Marchastel        | 66 (2013)      | –          | – Einw./km²        | 48091      | 48260        |
| Nasbinals         | 509 (2013)     | –          | – Einw./km²        | 48104      | 48260        |
| Prinsuéjols       | 153 (2013)     | –          | – Einw./km²        | 48120      | 48100        |
| Recoules-d’Aubrac | 209 (2013)     | –          | – Einw./km²        | 48123      | 48260        |